# Campeonato Brasileiro Série B 2019
Il Campeonato Brasileiro Série B 2019 è stata la 38ª edizione del Campeonato Brasileiro Série B.

## Squadre partecipanti
| Squadra           | Città             | Stato             | Allenatore | Stagione 2018  |
| ----------------- | ----------------- | ----------------- | --- | -------------- |
| América-MG        | Belo Horizonte    | Minas Gerais      | Givanildo Oliveira (1ª-2ª) Felipe Conceição (3ª, interim) Maurício Barbieri (4.ª-9ª) Felipe Conceição            | 18º in Série A |
| Atl. Goianiense   | Goiânia           | Goiás             | Wagner Lopes (1ª-28.ª) Eduardo Souza (29ª, interim) Eduardo Barroca                                              | 6º in Série B  |
| Botafogo-SP       | Ribeirão Preto    | San Paolo         | Roberto Cavalo (1ª-14.ª) Hemerson Maria                                                                          | 3º in Série C  |
| Bragantino        | Bragança Paulista | San Paolo         | Antônio Carlos Zago                                                                                              | 4º in Série C  |
| Brasil de Pelotas | Pelotas           | Rio Grande do Sul | Rogério Zimmermann (1ª-8.ª) Gustavo Papa (9ª, interim) Bolívar                                                   | 11º in Série B |
| Coritiba          | Curitiba          | Paraná            | Umberto Louzer (1ª-23ª) Jorginho                                                                                 | 10º in Série B |
| CRB               | Maceió            | Alagoas           | Marcelo Chamusca (1ª-28ª) Marcelo Cabo                                                                           | 12º in Série B |
| Criciúma          | Criciúma          | Santa Catarina    | Gilson Kleina (1ª-14ª) Wilson Vaterkemper (15ª-19ª, interim) Waguinho Dias (20ª-24ª) Roberto Cavalo              | 13º in Série B |
| Cuiabá            | Cuiabá            | Mato Grosso       | Itamar Schülle (1ª-28ª) Eduardo Henrique (29ª, interim) Marcelo Chamusca                                         | 2º in Série C  |
| Figueirense       | Florianópolis     | Santa Catarina    | Hemerson Maria (1ª-12ª) Márcio Coelho (13ª, interim) Vinícius Eutrópio (14ª-22ª) Márcio Coelho (23ª-28ª) Pintado | 15º in Série B |
| Guarani           | Campinas          | San Paolo         | Vinícius Eutrópio (1ª-8ª) Roberto Fonseca (9ª-17ª) Thiago Carpini (interim)                                      | 9º in Série B  |
| Londrina          | Londrina          | Paraná            | Alemão (1ª-17ª) Cláudio Tencati (18ª-25ª) Mazola Júnior Silvinho (interim)                                       | 8º in Série B  |
| Oeste             | Barueri           | San Paolo         | Renan Freitas | 16º in Série B |
| Operário-PR       | Ponta Grossa      | Paraná            | Gerson Gusmão | 1º in Série C  |
| Paraná            | Curitiba          | Paraná            | Matheus Costa | 20º in Série A |
| Ponte Preta       | Campinas          | San Paolo         | Jorginho (1ª-18ª) Felipe Moreira (19ª, interim) Gilson Kleina                                                    | 5º in Série B  |
| São Bento         | Sorocaba          | San Paolo         | Doriva (1ª-19ª) Milton Mendes (20ª-32ª) Marcelo Cordeiro (interim)                                               | 10º in Série B |
| Sport Recife      | Recife            | Pernambuco        | Guto Ferreira | 17º in Série A |
| Vila Nova         | Goiânia           | Goiás             | Eduardo Baptista (1ª-9ª) Marcelo Cabo (10ª-28ª) Rafael Toledo (27ª-29ª, interim) Itamar Schülle                  | 7º in Série B  |
| Vitória           | Salvador          | Bahia             | Claudio Tencati (1ª-4ª) Osmar Loss (5ª-14ª) Carlos Amadeu (15ª-23ª) Geninho                                      | 19º in Série A |

## Classifica finale
|  | Pos. | Squadra           | Pt | G  | V  | N  | P  | GF | GS | DR  |
|  | ---- | ----------------- | -- | -- | -- | -- | -- | -- | -- | --- |
|  | 1.   | Bragantino        | 75 | 38 | 22 | 9  | 7  | 64 | 27 | +37 |
|  | 2.   | Sport Recife      | 68 | 38 | 17 | 17 | 4  | 49 | 29 | +20 |
|  | 3.   | Coritiba          | 66 | 38 | 18 | 12 | 8  | 48 | 34 | +14 |
|  | 4.   | Atl. Goianiense   | 62 | 38 | 15 | 17 | 6  | 44 | 29 | +15 |
|  | 5.   | América-MG        | 61 | 38 | 17 | 10 | 11 | 42 | 34 | +8  |
|  | 6.   | Paraná            | 56 | 38 | 14 | 14 | 10 | 34 | 33 | +1  |
|  | 7.   | CRB               | 55 | 38 | 15 | 10 | 13 | 44 | 43 | +1  |
|  | 8.   | Cuiabá            | 52 | 38 | 13 | 13 | 12 | 43 | 40 | +3  |
|  | 9.   | Botafogo-SP       | 50 | 38 | 13 | 11 | 14 | 38 | 38 | 0   |
|  | 10.  | Operário-PR       | 50 | 38 | 13 | 11 | 14 | 32 | 41 | −9  |
|  | 11.  | Ponte Preta       | 47 | 38 | 11 | 14 | 13 | 41 | 39 | +2  |
|  | 12.  | Vitória           | 45 | 38 | 11 | 12 | 15 | 42 | 48 | –6  |
|  | 13.  | Guarani           | 44 | 38 | 12 | 8  | 18 | 27 | 37 | –10 |
|  | 14.  | Brasil de Pelotas | 44 | 38 | 11 | 11 | 16 | 31 | 47 | −16 |
|  | 15.  | Oeste             | 41 | 38 | 8  | 17 | 13 | 41 | 49 | −8  |
|  | 16.  | Figueirense       | 41 | 38 | 7  | 20 | 11 | 31 | 38 | −7  |
|  | 17.  | Londrina          | 39 | 38 | 11 | 6  | 21 | 37 | 53 | –16 |
|  | 18.  | São Bento         | 39 | 38 | 10 | 9  | 19 | 46 | 54 | –8  |
|  | 19.  | Criciúma          | 39 | 38 | 8  | 15 | 15 | 30 | 38 | −8  |
|  | 20.  | Vila Nova         | 39 | 38 | 7  | 18 | 13 | 27 | 40 | –13 |

Legenda:
      Promosse in Série A 2020
      Retrocesse in Série C 2020
Note:
Tre punti a vittoria, uno a pareggio, zero a sconfitta.

## Risultati
|                   | AME | ATG | BOT | BRG | BRP | CTB | CRB | CRI | CUI | FIG | GUA | LON | OES | OPE | PAR | PON | SBN | SPO | VIL | VIT |
| ----------------- | --- | --- | --- | --- | --- | --- | --- | --- | --- | --- | --- | --- | --- | --- | --- | --- | --- | --- | --- | --- |
| América Mineiro   | —   | 0–0 | 0–1 | 2–0 | 2–0 | 1–1 | 1–0 | 2–1 | 2–1 | 0–4 | 3–2 | 4–3 | 0–0 | 0–0 | 0–2 | 0–0 | 1–2 | 1–2 | 2–0 | 2–1 |
| Atlético-GO       | 2–2 | —   | 1–2 | 1–1 | 0–0 | 1–1 | 0–1 | 3–1 | 1–1 | 2–0 | 1–0 | 2–1 | 2–0 | 4–2 | 1–0 | 0–0 | 1–0 | 0–0 | 2–0 | 1–1 |
| Botafogo-SP       | 0–0 | 0–0 | —   | 2–3 | 2–3 | 0–1 | 0–2 | 1–0 | 0–0 | 0–0 | 0–0 | 2–1 | 3–2 | 1–1 | 0–1 | 4–1 | 1–0 | 0–2 | 0–1 | 3–1 |
| Bragantino        | 2–0 | 3–0 | 0–0 | —   | 2–1 | 1–1 | 2–0 | 1–1 | 2–2 | 2–0 | 3–1 | 4–1 | 2–2 | 4–0 | 2–0 | 2–1 | 2–0 | 1–1 | 3–1 | 2–0 |
| Brasil de Pelotas | 2–1 | 2–2 | 1–0 | 0–1 | —   | 0–2 | 0–2 | 0–1 | 0–0 | 2–2 | 0–0 | 1–0 | 2–2 | 1–0 | 0–1 | 1–0 | 2–1 | 0–0 | 0–2 | 1–0 |
| Coritiba          | 2–1 | 1–2 | 3–2 | 1–0 | 2–0 | —   | 0–2 | 1–0 | 2–1 | 2–0 | 1–0 | 0–0 | 1–0 | 0–0 | 2–3 | 2–0 | 2–1 | 0–0 | 2–0 | 1–1 |
| CRB               | 1–3 | 2–1 | 1–0 | 0–3 | 3–1 | 1–0 | —   | 2–0 | 0–1 | 0–0 | 2–1 | 1–2 | 2–2 | 0–0 | 1–2 | 2–0 | 1–1 | 1–1 | 1–1 | 0–1 |
| Criciúma          | 0–0 | 0–1 | 2–0 | 0–2 | 2–2 | 2–1 | 0–1 | —   | 0–1 | 1–1 | 1–0 | 2–0 | 3–1 | 1–2 | 1–1 | 0–0 | 1–1 | 1–0 | 1–1 | 1–1 |
| Cuiabá            | 0–2 | 0–1 | 2–0 | 2–0 | 1–1 | 3–3 | 5–1 | 0–0 | —   | 3–0 | 2–1 | 0–1 | 2–0 | 2–1 | 1–1 | 1–3 | 3–2 | 1–1 | 1–2 | 1–3 |
| Figueirense       | 2–1 | 1–0 | 2–1 | 0–3 | 1–0 | 1–1 | 2–2 | 2–2 | 0–0 | —   | 0–1 | 1–1 | 1–2 | 1–1 | 0–1 | 0–1 | 2–2 | 1–2 | 0–0 | 1–1 |
| Guarani           | 0–1 | 2–0 | 0–2 | 1–0 | 1–2 | 0–1 | 1–0 | 1–0 | 0–1 | 0–0 | —   | 1–0 | 2–3 | 1–0 | 1–0 | 0–0 | 2–1 | 1–0 | 0–2 | 3–2 |
| Londrina          | 0–1 | 1–1 | 1–1 | 1–0 | 1–0 | 2–1 | 0–1 | 1–1 | 1–0 | 0–0 | 2–0 | —   | 0–2 | 1–2 | 3–0 | 1–3 | 2–4 | 1–2 | 0–1 | 3–1 |
| Oeste             | 0–1 | 0–4 | 0–2 | 0–0 | 1–1 | 0–2 | 3–3 | 1–2 | 1–1 | 0–0 | 2–0 | 1–0 | —   | 3–0 | 1–1 | 1–1 | 2–1 | 0–0 | 1–1 | 3–0 |
| Operário-PR       | 1–0 | 1–1 | 1–2 | 0–2 | 1–2 | 1–1 | 2–1 | 1–0 | 2–1 | 1–0 | 1–0 | 2–0 | 0–0 | —   | 0–1 | 2–1 | 2–1 | 2–1 | 1–0 | 1–2 |
| Paraná            | 0–0 | 0–0 | 3–3 | 2–1 | 1–0 | 2–0 | 1–0 | 0–0 | 0–0 | 0–1 | 0–0 | 1–0 | 0–0 | 1–0 | —   | 1–1 | 2–1 | 0–1 | 1–1 | 0–0 |
| Ponte Preta       | 0–1 | 0–0 | 0–0 | 1–1 | 4–0 | 1–0 | 0–1 | 1–1 | 3–0 | 1–2 | 1–0 | 3–1 | 3–2 | 1–0 | 4–2 | —   | 1–1 | 2–2 | 0–1 | 1–2 |
| São Bento         | 0–2 | 1–3 | 0–1 | 0–3 | 3–1 | 1–2 | 1–2 | 1–0 | 1–2 | 0–0 | 1–1 | 4–1 | 1–0 | 1–1 | 2–1 | 0–0 | —   | 2–2 | 3–1 | 2–0 |
| Sport             | 0–2 | 1–1 | 3–0 | 2–1 | 0–0 | 1–1 | 1–0 | 1–0 | 2–0 | 0–0 | 1–1 | 3–2 | 1–1 | 3–1 | 2–1 | 2–1 | 2–0 | —   | 0–0 | 3–1 |
| Vila Nova         | 1–1 | 1–1 | 0–2 | 0–1 | 0–2 | 2–2 | 2–2 | 1–1 | 0–0 | 0–0 | 1–1 | 0–1 | 1–1 | 0–0 | 1–1 | 0–0 | 1–0 | 0–2 | —   | 0–2 |
| Vitória           | 0–0 | 0–0 | 0–0 | 0–2 | 3–0 | 1–2 | 2–2 | 2–0 | 0–1 | 2–2 | 0–1 | 0–1 | 3–1 | 0–0 | 2–0 | 2–1 | 1–3 | 2–2 | 2–1 | —   |